# Macon Whoopee (ECHL)
Macon Whoopee byl profesionální americký klub ledního hokeje, který sídlil v Maconu v Georgii. V letech 2001–2002 působil v profesionální soutěži East Coast Hockey League. Whoopee ve své poslední sezóně v ECHL skončil v základní části. Své domácí zápasy odehrával v hale Macon Coliseum s kapacitou 7 182 diváků. Klubové barvy byly tmavě zelená a bílá.
Založen byl v roce 2001 po přestěhování týmu Tallahassee Tiger Sharks do Maconu. Zanikl v roce 2002 přestěhováním do Lexingtonu, kde byl založen tým Lexington Men O' War.

## Přehled ligové účasti
Zdroj: 
- 2001–2002: East Coast Hockey League (Jihovýchodní divize)